# 세도 삼의정터 및 제방림
세도 삼의정터 및 제방림은 충청남도 부여군 세도면에 있는 문화유산이다. 2007년 12월 28일 부여군의 향토문화유산 제94호로 지정되었다.

## 개요
세도삼의당터는 조선후기의 문신인 윤광안(1757~1815)이 말년에 임천반호에 정착하면서 강가에 삼의정을 짓고 후진을 양성하였다. 삼의정은 정면 8칸, 측면 3칸 규모이며 1909년 화재로 소실되어 현재는 8기정도의 초석이 남아 그 유지를 살필 수 있다. 삼의당터 앞쪽으로 강변을 따라 200m공간에 버드나무 80~90그루와 느티나무, 팽나무, 물푸레나무이 식재되어 있어 마을주민의 전언에 의하면 제방은 200년전에 조성된 것으로 보여진다. 이 제방림은 교육적 경관적, 측면에서 그 가치가 높으며 관광적 활용성이 크다.

## 참고 문헌
- 세도 삼의정터 및 제방림 - 부여군향토문화유산